# Saint-Jean de Terre-Neuve
Pour les articles homonymes, voir Saint-Jean et Saint John's (homonymie).
Saint-Jean de Terre-Neuve, (en anglais : St. John's /ˌseɪntˈdʒɒnz/, prononcé localement /ˌseɪntˈdʒänz/) est la capitale et la plus grande ville de la province de Terre-Neuve-et-Labrador, au Canada. La ville est située sur la péninsule d'Avalon, dans l'île de Terre-Neuve, et s'ouvre sur l'océan Atlantique.
Figurant sur les cartes dès 1519, le site de Saint-Jean est l'un des plus vieux établissements européens du Nouveau Monde. La ville est nommée en l'honneur de son découvreur supposé, Jean Cabot, le jour de la fête de la Saint-Jean. En 2016, sa population s'élève à 108 860 habitants (aire urbaine de 205 955 habitants).

## Histoire

### Colonisation

#### Découverte et fondation
Saint-Jean est un des lieux les plus anciennement fréquentés par les Européens en Amérique du Nord. Au tournant du XVIe siècle, après la découverte des Grands Bancs de Terre-Neuve, des pêcheurs installent leur camp saisonnier dans les environs.
Il n'existe pas de preuves irréfutables sur la date de fondation de la ville. L'explorateur vénitien Sébastien Cabot déclare dans un texte en latin daté de 1545 que le lieu est nommé Saint-Jean depuis que lui et son père Jean sont devenus les premiers Européens à entrer dans le havre, le matin du 24 juin 1497, jour de la fête de la Saint-Jean. Cependant, il n'existe aucune preuve que le havre en question était celui de Saint-Jean.

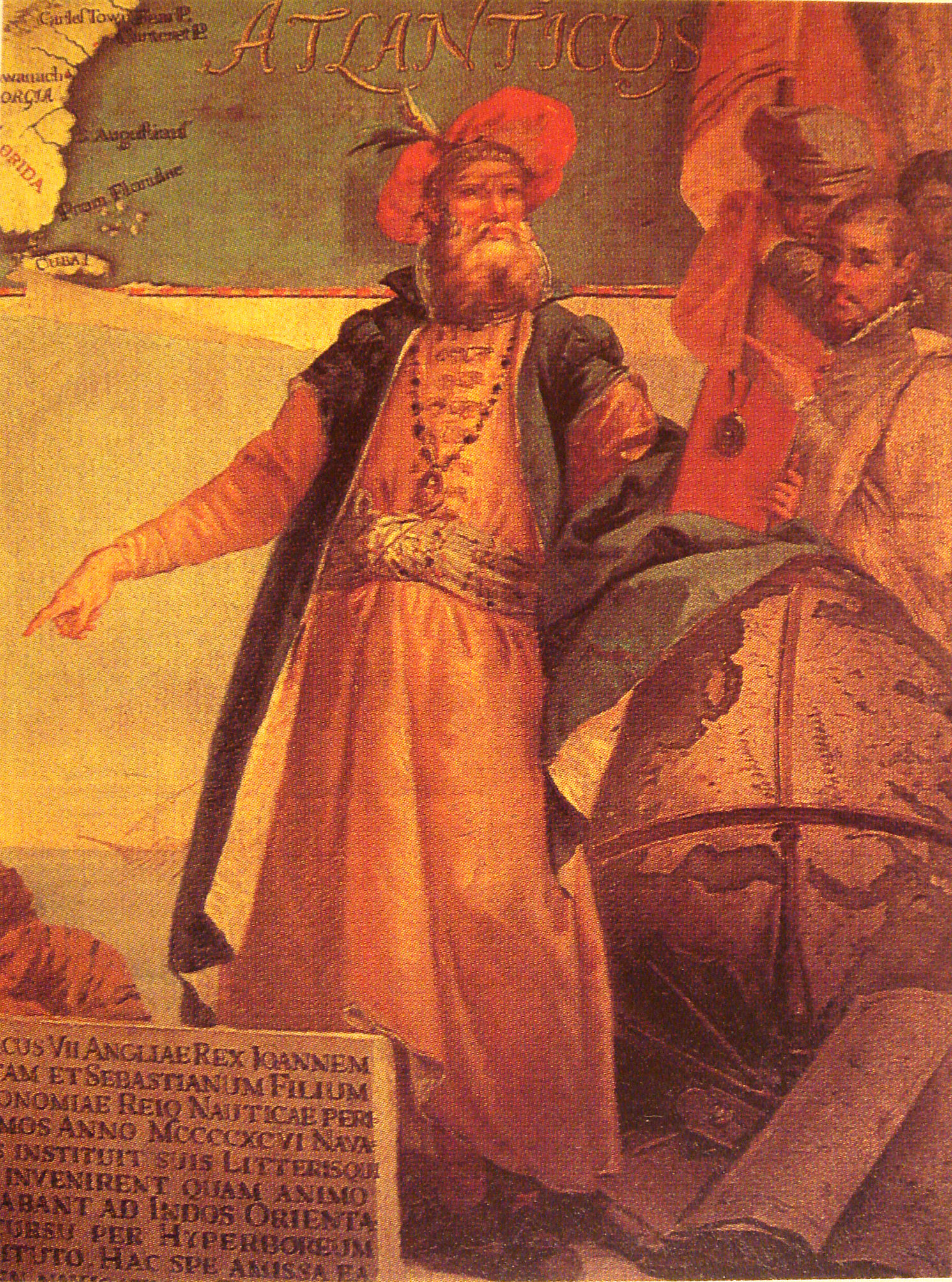
La ville a été nommée en l'honneur de Jean Cabot.
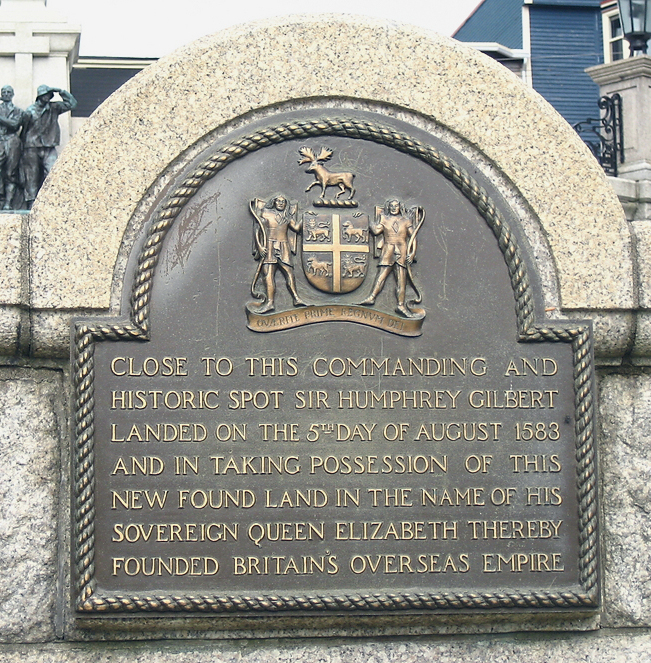
Plaque commémorant la première prise de possession officielle en 1583.

Au Canada, un débat subsiste sur l'antériorité de Saint-Jean sur la ville de Québec, chacune d'elles pouvant être considérée comme la plus ancienne du pays. L'historien Jack Granatstein affirme en 2008 dans l'Ottawa Citizen que Saint-Jean est incontestablement plus vieille que Québec. Jacques Lacoursière n’est pas du même avis. Selon lui, il n’y a pas un jour depuis 1608 où il n'y ait eu personne sur le territoire de la ville de Québec. Un argument qui ne peut pas être invoqué pour plaider la cause de Saint-Jean : des pêcheurs sont sans doute allés à Saint-Jean pour faire sécher leur morue ou s’approvisionner en eau ou en bois, mais rien ne prouve qu’ils y ont installé une habitation permanente, soutient l’historien québécois. En 1527, le capitaine anglais, John Rut, rencontre douze bâtiments de pêche français dans le havre. Selon un poème anglais, la flotte de pêche française compte déjà plus de cent navires.
Le 5 août 1583, l'aventurier anglais Humphrey Gilbert prend possession de la région au nom de la reine Élisabeth.

#### Importance commerciale et stratégique

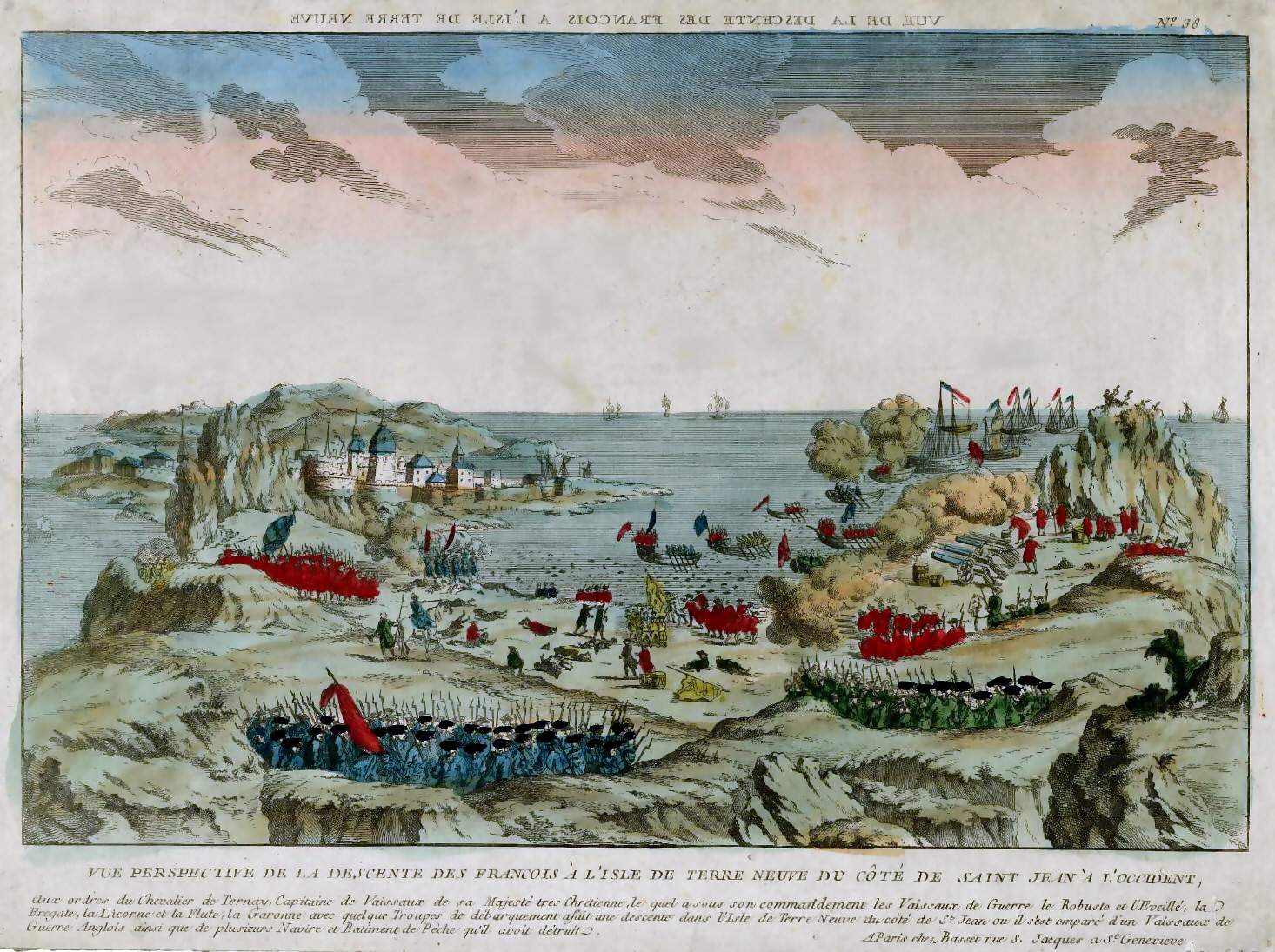
Bataille de Signal Hill.

Il faut attendre les années 1620 avant que les pêcheurs anglais prennent véritablement le contrôle de la côte orientale de l'île et que Saint-Jean devienne le chef-lieu de la colonie de Terre-Neuve. Les Néerlandais tentent d'en prendre le contrôle en 1665 et 1673. Les Français attaquent la localité en 1696, lors de la campagne de la péninsule d'Avalon, l'assiègent en 1705 puis en font la prise en 1708. En 1762, la bataille de Signal Hill en redonne finalement la possession aux Britanniques. La ville compte alors 220 maisons et 802 habitants.
La population augmente ensuite tranquillement. L'activité économique principale reste la pêche, mais la ville accueille désormais une garnison et devient une base navale durant la Guerre d'indépendance des États-Unis et la Guerre anglo-américaine de 1812. Son développement est freiné à plusieurs moments en raison d'incendies, notamment le Grand incendie de 1892.

### Époque contemporaine

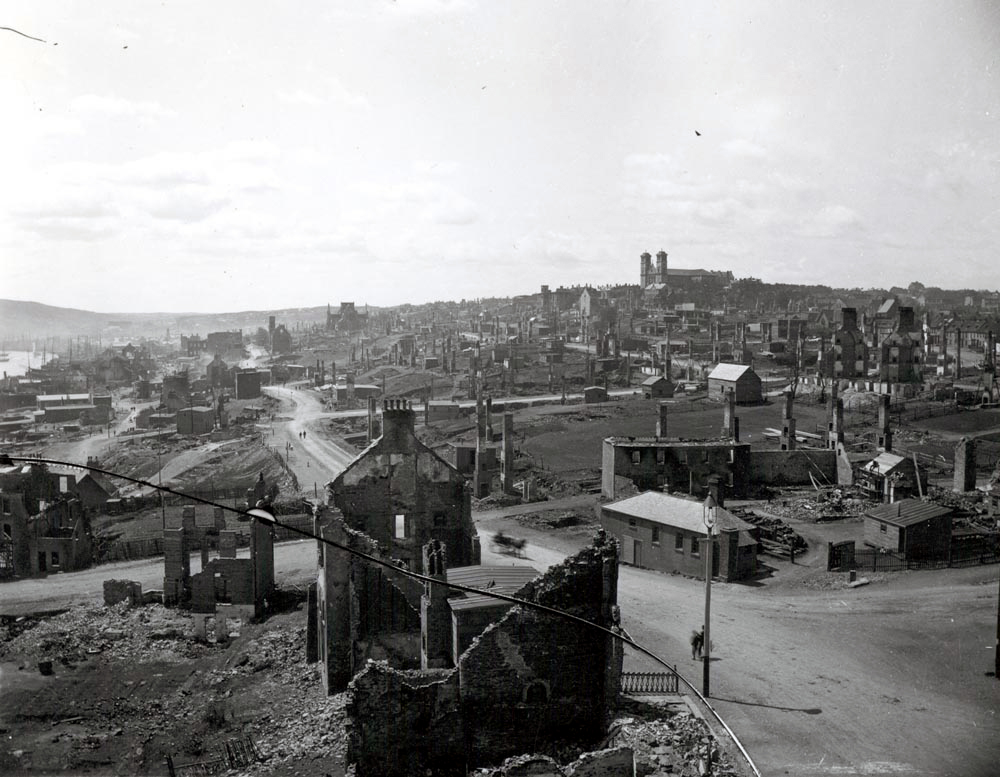
Grand incendie de 1892.

En raison de sa position géographique, Saint-Jean est connectée au réseau télégraphique mondial dans les années 1860. Le 12 décembre 1901, elle reçoit un premier signal télégraphique sans fil en provenance de Poldhu, situé en Grande-Bretagne. Le premier vol transatlantique sans escale, en 1919, est réalisé depuis Saint-Jean vers Clifden, en Irlande.
En 1907, elle devient la capitale du Dominion de Terre-Neuve, pays indépendant jusqu'à son intégration au sein de la Confédération canadienne, en 1949.
Durant la Seconde Guerre mondiale, Saint-Jean joue un rôle important dans la défense maritime et aérienne du Canada. Son port abrite les navires de la Marine royale canadienne et britannique dans leur lutte anti-sous-marine durant la bataille de l'Atlantique. Les États-Unis y possèdent la base aérienne Pepperrell (aujourd'hui la base SFC St. John's).
Dans les années 1990, l'économie de la ville (et la province en général) est fortement affectée par l'effondrement de la pêcherie de morue. Le taux de chômage atteint des sommets et la population diminue. L'exploitation de gisements pétroliers crée cependant un cycle économique favorable dont jouit présentement la ville.

## Géographie

### Localisation

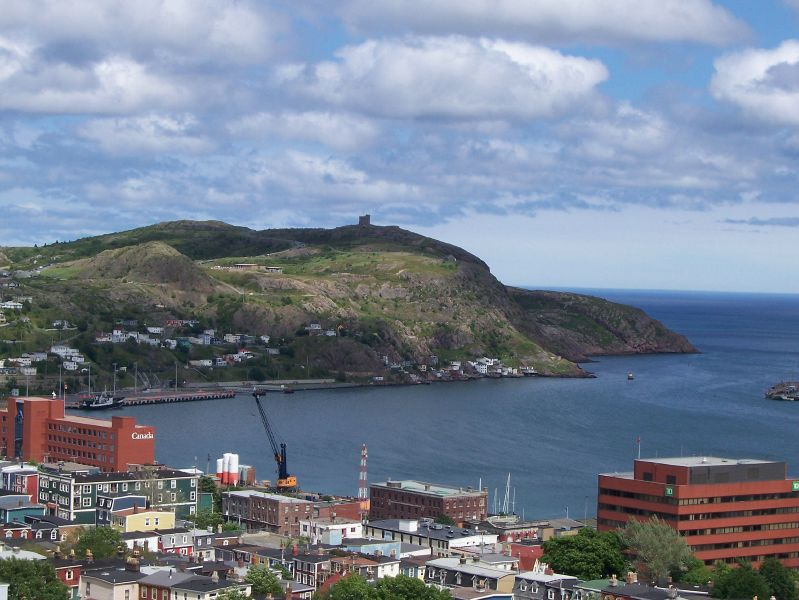
Le havre de Saint-Jean.

La ville est située sur la côte nord-est de la péninsule d'Avalon, dans le Sud-Est de l'île de Terre-Neuve, en bordure de l'océan Atlantique. Le centre-ville se trouve au nord du port de Saint-Jean et le reste de la ville s'étend à l'ouest, au nord et à l'est. La ville de Mount Pearl borde Saint-Jean à l'est, avec moins de population et une superficie légérement plus réduite. L'altitude moyenne de la ville est de 49 mètres.

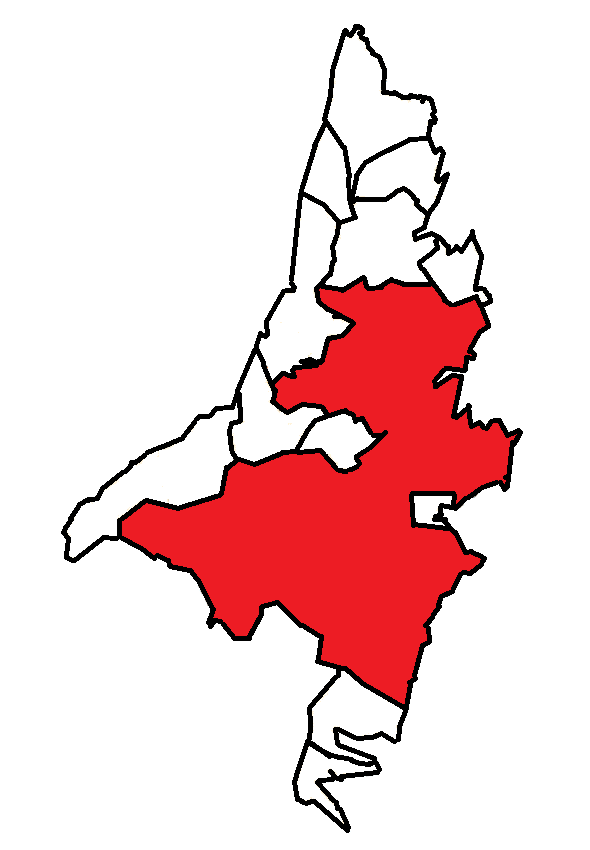
Carte de Saint-Jean de Terre Neuve en relation avec les communautés voisines.

### Climat
La ville bénéficie d'un climat tempéré froid et humide (type Dfb selon la classification de Köppen). Bien que située à une latitude comparable à celle d'une ville comme Lorient en France, les températures y sont inférieures de 7 à 8 °C à cause des eaux froides du courant du Labrador qui baignent la côte orientale de Terre-Neuve. Les précipitations sont abondantes toute l'année, l'hiver étant la saison la plus arrosée.
Des icebergs venant du nord y sont visibles à la saison de la fonte des glaces, lorsqu'il n'y a pas de brume.
| Mois                                  | jan.       | fév.       | mars       | avril      | mai       | juin      | jui.      | août      | sep.      | oct.      | nov.       | déc.      | année           |
| ------------------------------------- | ---------- | ---------- | ---------- | ---------- | --------- | --------- | --------- | --------- | --------- | --------- | ---------- | --------- | --------------- |
| Température minimale moyenne (°C)     | −8,2       | −8,6       | −6,1       | −1,9       | 1,7       | 5,9       | 10,9      | 11,6      | 8,2       | 3,9       | −0,3       | −4,7      | 1               |
| Température moyenne (°C)              | −4,5       | −4,9       | −2,6       | 1,9        | 6,4       | 10,9      | 15,8      | 16,1      | 12,4      | 7,4       | 3          | −1,5      | 5               |
| Température maximale moyenne (°C)     | −0,8       | −1,1       | 1          | 5,6        | 11,1      | 15,8      | 20,7      | 20,5      | 16,5      | 10,8      | 6,4        | 1,8       | 9               |
| Record de froid (°C) date du record   | −28,3 1890 | −29,4 1875 | −25,6 1874 | −18,3 1882 | −6,7 1964 | −3,3 1970 | −1,1 1976 | 0,5 1983  | −1,1 1950 | −5,6 1946 | −14,4 1881 | −20 1879  | −29,4 16/2/1875 |
| Record de chaleur (°C) date du record | 15,7 2006  | 16 1996    | 19,4 1936  | 24,1 1986  | 27,6 2020 | 30,6 1915 | 32,2 1920 | 33,9 1876 | 29,5 2001 | 24,6 1987 | 19,4 1950  | 17,9 2017 | 33,9 14/8/1876  |
| Ensoleillement (h)                    | 65,5       | 90,2       | 107,4      | 140,4      | 176,3     | 198,9     | 216,7     | 206,6     | 170,5     | 122,1     | 76,3       | 62,4      | 1 633,2         |
| Précipitations (mm)                   | 149,2      | 129,5      | 142,2      | 122,9      | 102,6     | 97,6      | 91,6      | 100       | 129,6     | 156,2     | 148,1      | 164,8     | 1 534,2         |
| dont neige (cm)                       | 88,7       | 71         | 57,3       | 25,3       | 4,4       | 0         | 0         | 0         | 0         | 2,4       | 22,4       | 63,4      | 335             |
| Nombre de jours avec précipitations   | 21,8       | 18,5       | 19,6       | 17,3       | 16,6      | 14,7      | 13,6      | 13,7      | 15,5      | 18,6      | 19,7       | 22        | 211,7           |
| Humidité relative (%)                 | 80,4       | 77,9       | 76,2       | 75,6       | 71,5      | 71,1      | 69,7      | 71,2      | 73,5      | 76,7      | 79,8       | 82,3      | 75,5            |
| Nombre de jours avec neige            | 18,3       | 14,6       | 13,3       | 7          | 2,1       | 0,07      | 0         | 0         | 0         | 1,4       | 7,6        | 14,6      | 78,9            |

| Diagramme climatique                                  |               |            |              |              |             |              |             |              |              |              |              |
| J                                                     | F             | M          | A            | M            | J           | J            | A           | S            | O            | N            | D            |
| −0,8−8,2149,2                                         | −1,1−8,6129,5 | 1−6,1142,2 | 5,6−1,9122,9 | 11,11,7102,6 | 15,85,997,6 | 20,710,991,6 | 20,511,6100 | 16,58,2129,6 | 10,83,9156,2 | 6,4−0,3148,1 | 1,8−4,7164,8 |
| Moyennes : • Temp. maxi et mini °C • Précipitation mm |               |            |              |              |             |              |             |              |              |              |              |

## Gouvernement

### Conseil
Le conseil municipal de Saint-Jean de Terre-Neuve et formé tout d'abord par le maire et le Deputy Mayor. À cela s'ajoute neuf conseillers municipaux élus par la population. Actuellement[Quand ?] le maire de Saint-Jean de Terre-Neuve est Danny Breen.

### Hôtel de ville
L'hôtel de ville est situé au 10 New Gower Street.

### Représentation fédérale

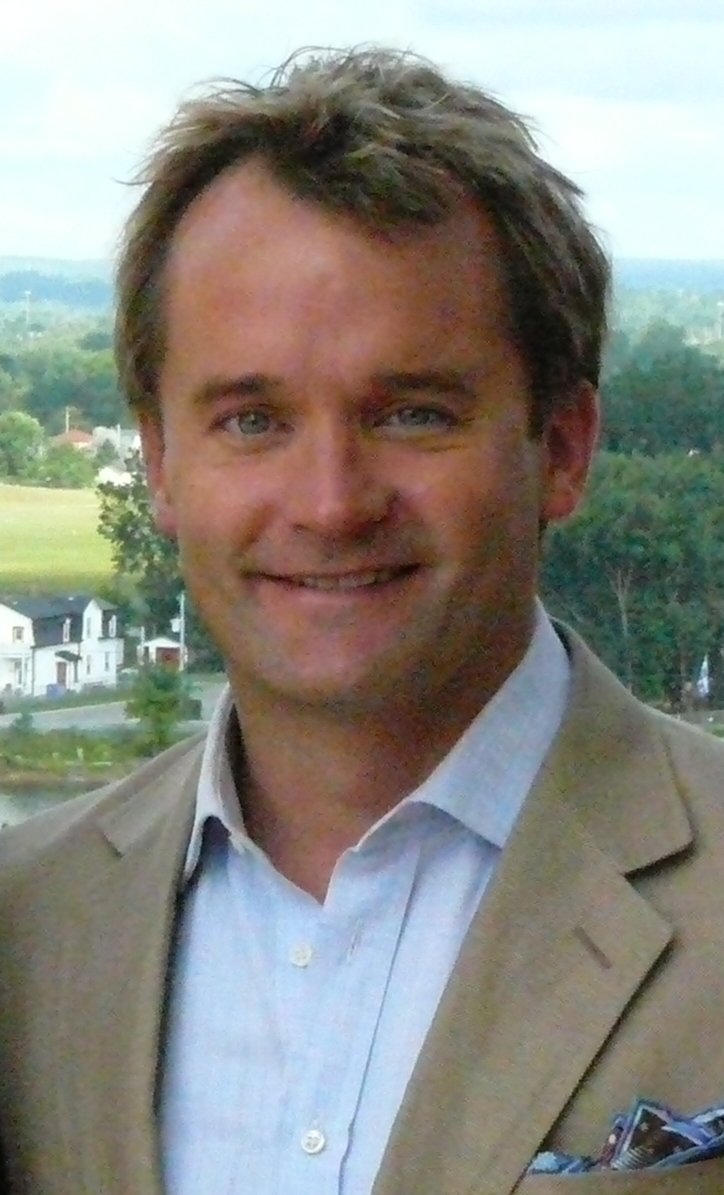
Seamus O'Regan représente une partie de la ville au Parlement du Canada.

La ville de Saint-Jean de Terre-Neuve est intégrée à deux circonscriptions électorales fédérales :
- St. John's-Est ;
- St. John's-Sud—Mount Pearl.

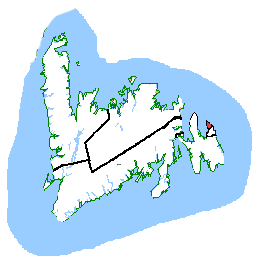
La circonscription électorale de St. John's-Est.

Ainsi deux députés élus au Parlement du Canada représentent les intérêts de la ville. Actuellement[Quand ?] ces deux députés sont :
- Seamus O'Regan (Parti libéral du Canada) ;
- Joanne Thompson (Parti libéral du Canada).

## Démographie
| 1986    | 1991    | 1996    | 2001   |
| ------- | ------- | ------- | ------ |
| 103 079 | 104 659 | 101 936 | 99 182 |

| 2006    | 2011    | 2016    | 2021    |
| ------- | ------- | ------- | ------- |
| 100 646 | 106 172 | 108 860 | 110 525 |

## Religion
La majorité de la population est catholique romaine (48,4 %) mais il faut aussi tenir compte des protestants anglicans qui représentent 16,1 % de la population,. Les anglicans relèvent du Diocèse anglican de Eastern Newfoundland and Labrador tandis que les catholiques relèvent de l'Archidiocèse de Saint-Jean.

## Architecture et urbanisme

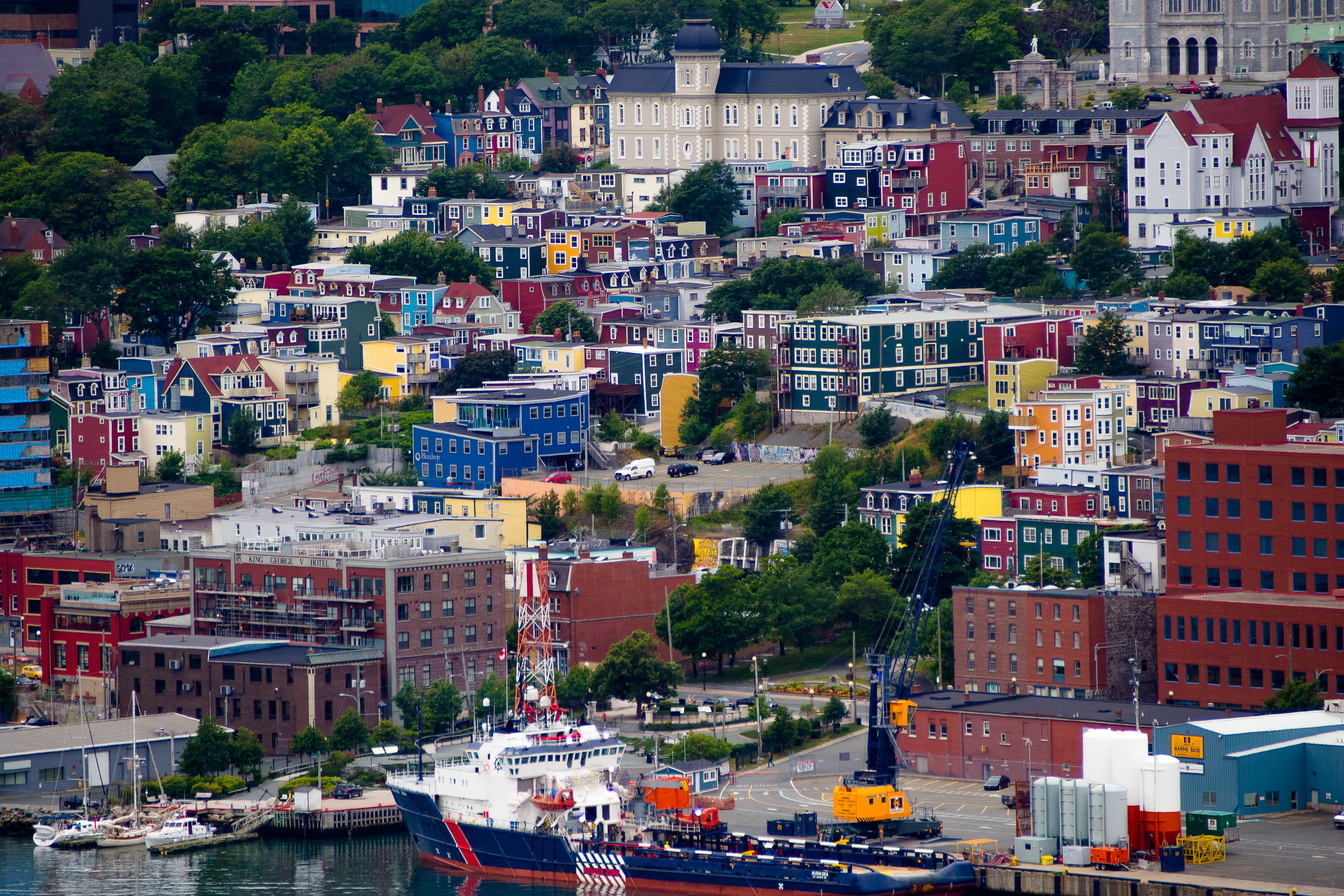
Immeubles aux façades colorées, dans le centre-ville de Saint-Jean.

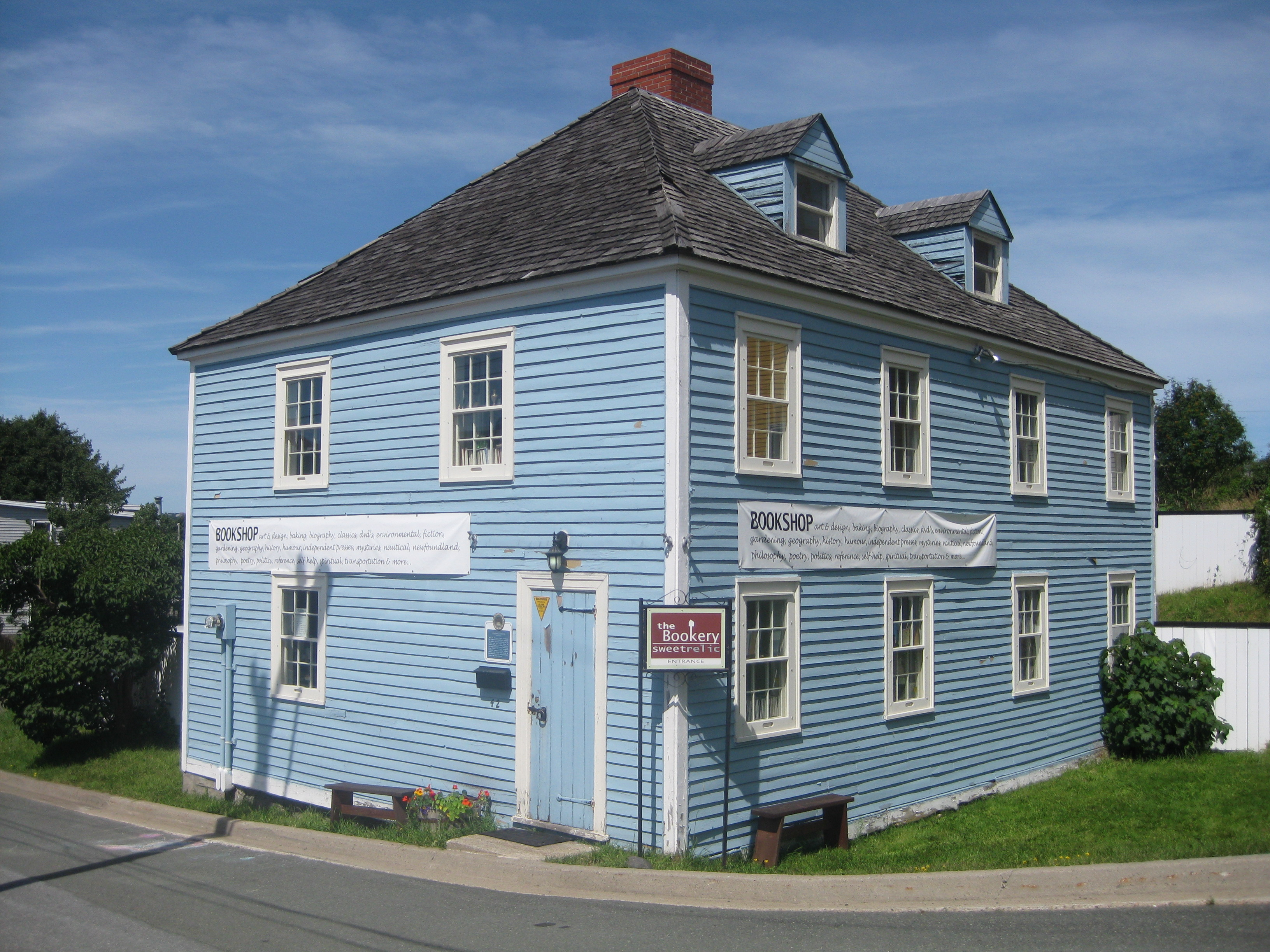
La maison Anderson (1805) est la plus vieille de la ville.

L’architecture urbaine à Saint-Jean a un style distinct de celui du reste du Canada, et ses principaux bâtiments sont des vestiges de son histoire, la ville étant l'une des premières capitales coloniales britanniques. Les bâtiments présentent des styles variés qui correspondent aux moyens disponibles lors de la construction.

D’abord avant-poste de pêche pour les pêcheurs européens, Saint-Jean a consisté essentiellement en des maisons de pêcheurs, des hangars, des cabanes de stockage, et des quais construits en bois. Comme dans beaucoup d'autres villes de l'époque gagnée par la révolution industrielle, de nouvelles méthodes et matériaux de construction ont été introduits: le paysage urbain a changé car la ville a grandi en hauteur. Le grand incendie de 1892 a détruit la plupart du centre-ville, et la plupart des bâtiments à ossature de bois datent de cette période.

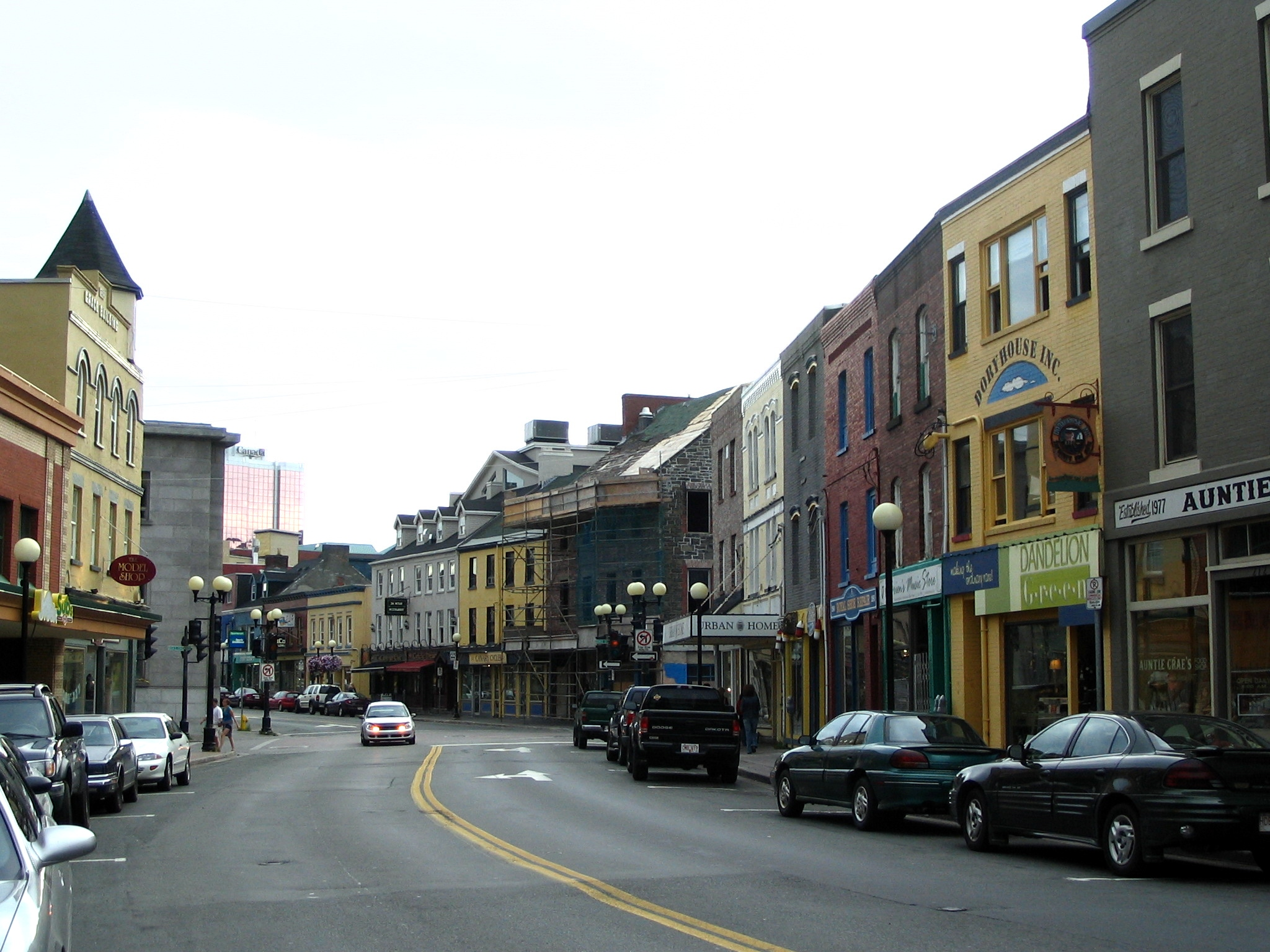
Rue Water, au centre-ville de Saint-Jean.

Souvent comparée à San Francisco en raison du terrain accidenté et du labyrinthe raide de rues résidentielles, Saint-Jean possède des habitations généralement peintes de couleurs vives. Le conseil municipal a adopté des règlements stricts relatifs au patrimoine urbain dans le centre-ville, y compris des prospects. Ces règlements ont déchaîné beaucoup de controverses. La ville connaît un boom économique : face à cet essor, de nombreux bâtiments ont été construits en dépit des règles. Les défenseurs du patrimoine estiment que les règlements en vigueur doivent être appliqués tandis que d'autres estiment que les règles devraient être assouplies afin de favoriser le développement économique.

## Culture et tourisme

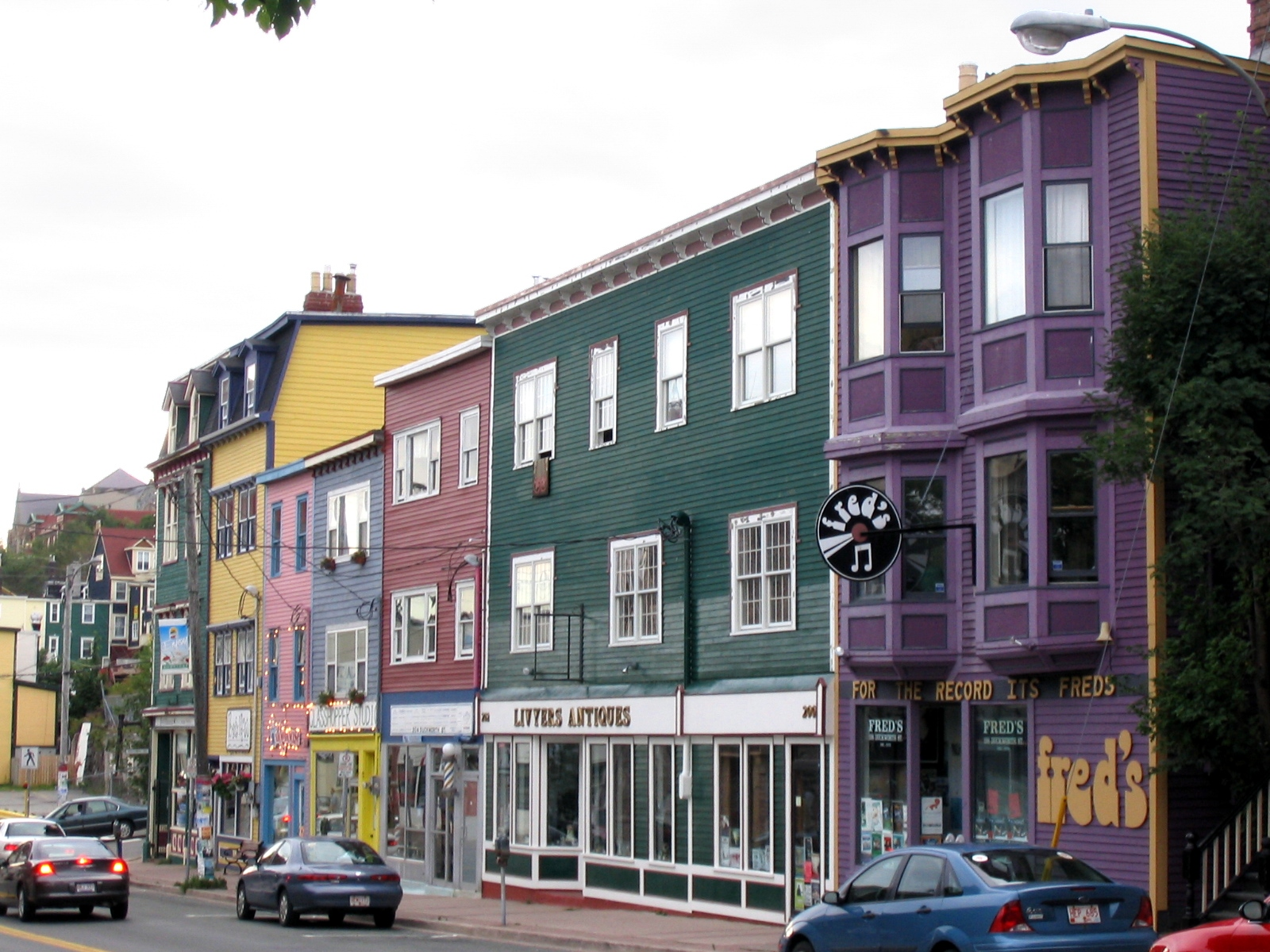
Rue Duckworth.

### Musées et lieux touristiques
- The Rooms, établissement muséal abritant un musée ainsi que la galerie et les archives de la province
- Railway Coastal Museum, un musée ferroviaire
- Lieu historique de Signal Hill
  - Johnson Geo Centre
  - Tour Cabot

### Attraits
Le centre-ville est le centre culturel de Saint-Jean et est une destination touristique majeure à Terre-Neuve-et-Labrador et au Canada atlantique. Rue Water et rue Duckworth sont connues pour leur bâtiments historiques aux couleurs vives abritant de nombreuses boutiques de souvenirs touristiques, de vêtements, et des restaurants.
George Street, une rue latérale du centre-ville, concentre l'essentiel de la vie nocturne de la ville. La rue accueille de nombreux festivals annuels tels que le Festival de la rue George en août et le Festival Mardi Gras en octobre.

### Culte
- Archidiocèse de Saint-Jean
  - Basilique-cathédrale de Saint-Jean

## Éducation

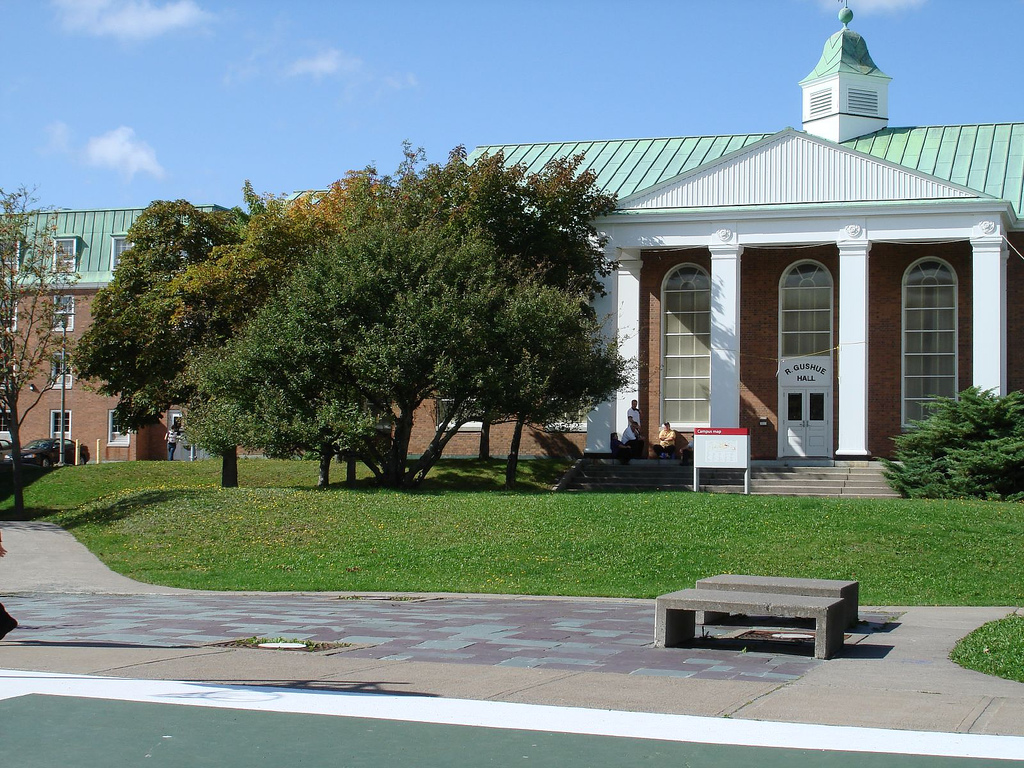
Université Memorial de Terre-Neuve.

- Université Memorial de Terre-Neuve
- College of the North Atlantic

## Économie
La Chambre de commerce de Saint-Jean de Terre-Neuve a été fondée en 1971. Sa fonction est d'incarner la voix des affaires en plus de favoriser la prospérité de la ville de même que sa qualité de vie.

## Sports
Le Royal St. John's Regatta est la plus ancienne manifestation sportive d'Amérique du Nord.
Le Hockey sur glace est très présent. Pour la saison 2011-2012, le Moose du Manitoba est forcé de déménager, à la suite du retour des Jets de Winnipeg au MTS Centre. La nouvelle formation devient les IceCaps de Saint-Jean, club-école des Jets.
Pour la saison 2014-2015, les IceCaps devient le club-école du Canadiens de Montréal, mais en 2017-2018 le club-école déménagea à Laval pour devenir le Rocket.

## Transport
La ville possède un aéroport situé à six kilomètres au nord-ouest du centre-ville : l'aéroport international de Saint-Jean de Terre-Neuve.
Du point de vue routier, la ville est notamment desservie par la route 1, qui est aussi la route Transcanadienne, la route 2, la route 3 et la route 3A. Elles ont toutes, à l'exception de la route 3, des tronçons autoroutiers à l'intérieur des limites de la ville de Saint-Jean. 

## Informations additionnelles
- La ville est le centre des affaires, de l'éducation et du gouvernement de la province.
- Saint-Jean est le siège de l’archevêché catholique de Saint-Jean et l'évêché anglican de l'est de Terre-Neuve-et-Labrador
- Saint-Jean abrite le musée de Terre-Neuve, l'université Memorial et le collège de North Atlantic.
- Saint-Jean est la seule ville canadienne servie par les stations de radio commerciales dont les sigles ne commencent pas par la lettre « C ». VOCM (AM et FM), VOAR et VOWR étaient en opération avant la confédération avec le Canada en 1949 ; le Dominion de Terre-Neuve avait comme sigle de radio le « VO ».
- « VO » demeure en service pour les radioamateurs mais les nouvelles stations de radio/télé commerciales utilisent les sigles « CF »-"CK" canadiens.

## Personnalités originaires de la ville
- Luke Adam, joueur de hockey
- Colin Greening, joueur de hockey
- Teddy Purcell, joueur de hockey
- Scott Andrews, homme politique

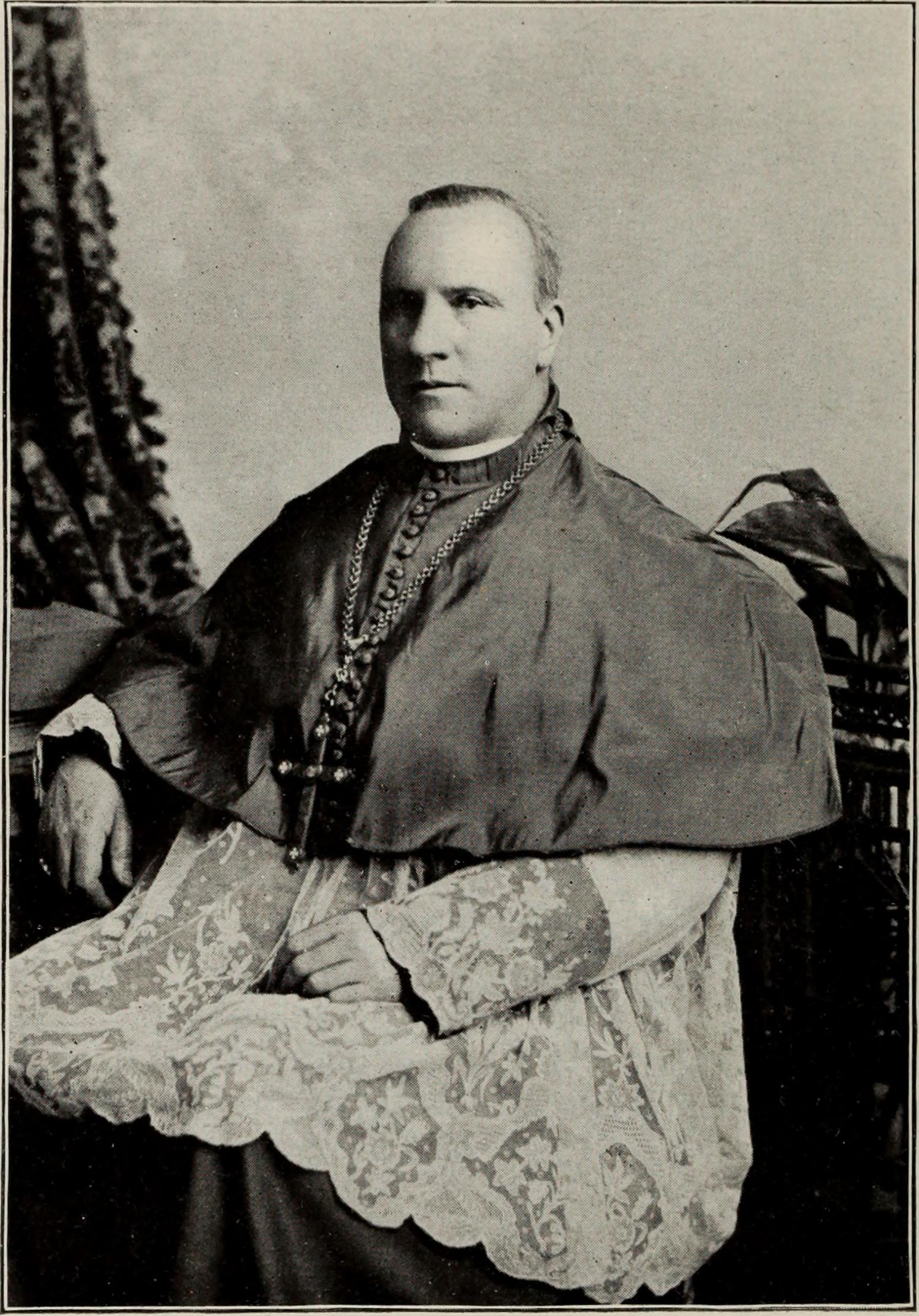
Mgr Michael Francis Howley

- George Furey, président du Sénat du Canada
- Elsie Holloway (1882–1971), photographe, connue pour ses portraits et ses photographies historiques de Terre-Neuve et des environs
- Cathy Jones, actrice et scénariste
- Raymond John Lahey, évêque
- John Thomas Mullock, évêque
- Walter Learning, acteur et réalisateur
- William D. MacGillivray, réalisateur
- Rick Mercer, humoriste
- Deborah Odell, actrice
- Alyssa Nicole Pallett, mannequin
- John Murray Anderson (1886-1954), producteur et directeur de théâtre
- Jason Morgan, joueur de hockey
- Dwayne Norris, joueur de hockey
- Donald Brian, acteur et producteur
- John Crosbie, personnalité politique canadienne
- Michael Francis Howley, archevêque catholique
- Shannon Tweed, mannequin, Playmate de l'Année 1982
- Percy Hynes White (2001-), acteur canadien.
- Moya Greene (1954-), femme d'affaires canadienne.